# Вятське сільське поселення (Омутнінський район)
Вя́тське сільське поселення (рос. Вятское сельское поселение) — адміністративна одиниця у складі Омутнінського району Кіровської області Росії. Адміністративний центр поселення — присілок Єжово.

## Історія
Станом на 2002 рік на території сучасного поселення існували такі адміністративні одиниці:
- частина смт Білоріченськ (селище Юбілейний)
- Білозерський сільський округ (село Красноглиньє, селище 92 км, присілки Волчата, Зиміно, Пермська, Пестері, Реневська, Турундаєвська)
- Вятський сільський округ (присілки Єжово, Луп'я, Лусніки, Петухи, Рякіно, Сидорята)

Поселення було утворене згідно із законом Кіровської області від 7 грудня 2004 року № 284-ЗО у рамках муніципальної реформи шляхом перетворення Білозерського та Вятського сільських округів. 2011 року Білозерське сільське поселення було приєднане до Вятського.
Станом на 2002 рік до складу смт Білоріченськ входило селище Юбілейний, яке вже станом на 2004 рік перебувало у складі Вятського сільського поселення.

## Населення
Населення поселення становить 464 особи (2017; 472 у 2016, 494 у 2015, 518 у 2014, 550 у 2013, 583 у 2012, 593 у 2010, 856 у 2002).

## Склад
До складу поселення входять 15 населених пункти:
| Населений пункт         | Населення, осіб (2002) | Населення, осіб (2010) |
| ----------------------- | ---------------------- | ---------------------- |
| 92 км, селище           | 10                     | 5                      |
| Волчата, присілок       | 3                      | 1                      |
| Єжово, присілок         | 342                    | 328                    |
| Зиміно, присілок        | 221                    | 119                    |
| Красноглиньє, село      | 10                     | 2                      |
| Луп'я, присілок         | 37                     | 13                     |
| Лусніки, присілок       | 0                      | 0                      |
| Пермська, присілок      | 95                     | 50                     |
| Пестері, присілок       | 1                      | 1                      |
| Петухи, присілок        | 0                      | 1                      |
| Реневська, присілок     | 35                     | 18                     |
| Рякіно, присілок        | 1                      | 0                      |
| Сидорята, присілок      | 8                      | 5                      |
| Турундаєвська, присілок | 26                     | 7                      |
| Юбілейний, селище       | 67                     | 43                     |